# REBELS
REBELS（レベルス）は、日本の格闘技団体。2010年に山口元気とM-1ムエタイチャレンジによってムエタイ大会として開始し、2012年よりキックボクシングの試合も開催。2021年にKNOCK OUTと統合された。

## 歴史
2010年1月23日に山口元気が代表を務める「クロスポイント」とM-1ムエタイチャレンジが日本におけるムエタイ普及を目的とした合同興行として旗揚げ戦を開催。ジャパン・マーシャルアーツ・ディレクターズに参加し、WPMF日本タイトルを基軸として運営。7月19日の第3回大会から「REBELSプロモーション」による主催で開催し、山口が代表、新田明臣が統括部長を務めた。また、新人育成を目的とした「REBELS-EX」を創設した。2011年にIT'S SHOWTIMEの日本大会を開催する「IT'S SHOWTIME JAPAN」を設立し、2012年よりキックボクシングルールも採用した。
2020年12月18日に運営元のDef FellowはREBELSとKNOCK OUTを統合し、2021年3月以降はKNOCK OUTに一本化することを発表。2021年2月28日に後楽園ホールで最終興行「REBELS～The FINAL～」を開催した。

## 部門
REBELS（レベルス）GLORYやK-1で採用されている世界標準ルールに類したヒジ打ちなし、組技限定ありのREBELSルールを採択。
REBELS-MUAYTHAI（レベルス・ムエタイ）ムエタイに類したヒジ打ちあり、組技無制限のREBELS-MUAYTHAIルールを採択。
REBELS-GATE（レベルス・ゲート）アマチュアからプロに移行する際の登竜門的新人戦シリーズ。基本的にREBELSルールを採択。
BLOW-CUP（ブロウ・カップ）初心者用のレベルDからセミプロ的レベルAまで4段階を設けたアマチュアキックボクシング大会。
REBELS-MMA（レベルス・エムエムエー）総合格闘技部門。パンクラスと提携し、パンクラスルールを採択。

## ルール
設立以降、WPMF日本ルールを基準としていたが、2012年10月28日の第13回大会よりREBELSブランドを分割し、REBELSルールを肘無し3Rとした上で、従来のREBELSルールを「REBELS MUAY-THAI」に改めた。
REBELSルールGLORYを始めとするキックボクシングの世界標準ルールを採用しており、3ラウンド、肘打ちなし、首相撲3秒有効となる。
REBELS-MUAYTHAIルールWPMF日本ルールに準じており、5ラウンド、肘打ちあり、首相撲制限なしとなる。

## 王者一覧
※興行終了（2021年2月）時点
| 部門（ルール）  | 階級                 | 王者         |
| --------------- | -------------------- | ------------ |
| REBELS          | 70kg級               | 日菜太       |
| REBELS          | 67kg級               | UMA          |
| REBELS          | 63kg級               | バズーカ功樹 |
| REBELS          | 60kg級               | 鈴木宙樹     |
| REBELS          | 52.5kg級             | 小笠原瑛作   |
| REBELS-MUAYTHAI | スーパーウェルター級 | T-98         |
| REBELS-MUAYTHAI | スーパーライト級     | ハチマキ     |
| REBELS-MUAYTHAI | ライト級             | 良太郎       |
| REBELS-MUAYTHAI | スーパーフェザー級   | ヤスユキ     |
| REBELS-MUAYTHAI | フェザー級           | 清川祐弥     |
| REBELS-MUAYTHAI | スーパーフライ級     | 老沼隆斗     |